# Leucothyreus eligius
Leucothyreus eligius är en skalbaggsart som beskrevs av Ohaus 1918. Leucothyreus eligius ingår i släktet Leucothyreus och familjen Rutelidae. Inga underarter finns listade i Catalogue of Life.